# Chwarbeti
Chwarbeti – wieś w Gruzji, w regionie Guria, w gminie Ozurgeti. W 2014 roku liczyła 673 mieszkańców.